# Eunidia albovariegata
Eunidia albovariegata es una especie de escarabajo longicornio del género Eunidia, categorizada en la tribu Eunidiini, de la subfamilia Lamiinae. Fue descrita por Breuning en 1960.

## Descripción
Mide 4-4,5 mm de longitud.

## Distribución
Se distribuye por Camerún.